# Jornada Mundial de la Joventut 1991
La Jornada Mundial de la Joventut de 1991 es va dur a terme del 10 al 15 d'agost de 1991 a Częstochowa, Polònia.

## Preparació
L'elecció de la ciutat polonesa de Częstochowa, tenia un fort valor simbòlic: És el lloc d'un gran santuari, on fins i tot el Papa Joan Pau II era molt devot, a més, la ciutat era a Polònia, on va néixer el Papa, així aquesta va ser una oportunitat per rendir homenatge a tots els caiguts durant la guerra i el règim soviètic.

### Lema
El lema elegit pel Papa Joan Pau II a partir d'aquests dies és el vuitè capítol de l'Epístola als Romans, verset 15: «Heu rebut un esperit de fills».

### Himne
L'himne de la Jornada Mundial elegit per a aquest any es diu Abba Ojcze, compost per Slawomir Scychowiak, Mario Tomassi Tamoasso i Sergio Tomassi Tamoasso.

## Programa
L'esdeveniment es va dur a terme com a part de la visita apostòlica del Papa a Polònia i Hongria es va celebrar del 13 al 20 d'agost de 1991. En particular, la JMJ va durar cinc dies, els tres primers amb la catequesi, com la vigília a la missa al Santuari de Jasna Góra per als pelegrins.
Per primera vegada a la història del món, el nombre de participants va superar el milió (entre 1.500.000 i 1.800.000 segons les estimacions). Es va batre el rècord anterior de la JMJ de Buenos Aires el 1987. Aquests provenien de 75 països. Per primer cop podien participar els joves dels països del Pacte de Varsòvia.
El papa Joan Pau II va utilitzar l'esperanto per dirigir-se a joves presents a la muntanya Hela a la inauguració i a la cloenda de la JMJ.